# 景洪石斛
景洪石斛（学名：Dendrobium exile），为兰科石斛属下的一个植物种。